# Anoftalmia
Anoftalmia (bezocze, łac. anophthalmia, gr. ανόφθαλμος = bez oka) – wada wrodzona o charakterze malformacji polegająca na jednostronnym lub obustronnym niewykształceniu oczu. Przyczyną anoftalmii jest niewytworzenie pęcherzyków ocznych; ponieważ pęcherzyk i kielich oczny indukują prawidłowe wytworzenie struktur kostnych oczodołu, anoftalmii towarzyszy z reguły brak oczodołu. Jest to rzadka wada wrodzona, częściej spotykane jest małoocze (mikroftalmia). Niektóre zespoły wad, w których spotyka się anoftalmię, to:
- zespół Frynsa
- mikroftalmia Lenza
- zespół Matthew-Wooda
- zespół oczno-mózgowo-skórny (zespół Dellemana)
- zespół Waardenburga z anoftalmią.
- zespół Pataua